# Groddagården
Groddagården är en gård i Fleringe socken på Gotland.
Groddagården ligger på en hed i omedelbar närhet till Fleringe kyrka. Den var tidigare gästgivargård och beboddes under 1800-talet av en spelmanssläkt. Under 1900-talet har gården stått öde under en längre tid, men är numera ett hembygdsmuseum, som drivs av Groddagårdens Förening.
Gården består av ett trevånings välbevarat bostadshus av kalksten, troligen från första hälften av 1700-talet, samt en flygel i sten en våning från 1800-talet. Bostadshuset är i två våningar med loft. Enligt ett syneinstrument hade ett hus på Grodda 1715 en våning och ett loft, men det är osäkert om syneinstrumentet avser den nuvarande huvudbyggnaden. I bostadshusets nedre plan finns förstuga, kök, sal och ytterligare ett litet rum. I det övre planet en stor sal och tre mindre rum, varav ett kallades Brudkammaren. 
År 1781 övertogs Groddagården av Lars Olofsson, som var den första av ett antal spelmän som satte sin prägel på gästgivargården. Efter honom tog sonen Olof Larson, kallad Grodd-Ole och ansedd som duktig vevliraspelare, över som gästgivare. Yngste sonen Jacob Godman tog över faderns lira, som nu finns på Gotlands länsmuseum. Den siste spelmannen i denna spelmansfamilj var den äldre Jacobs sonson Jacob Godman, kallad Grodd-Jaken, som dog 1948.
Groddagården blev byggnadsminne 1986.

## Bildgalleri

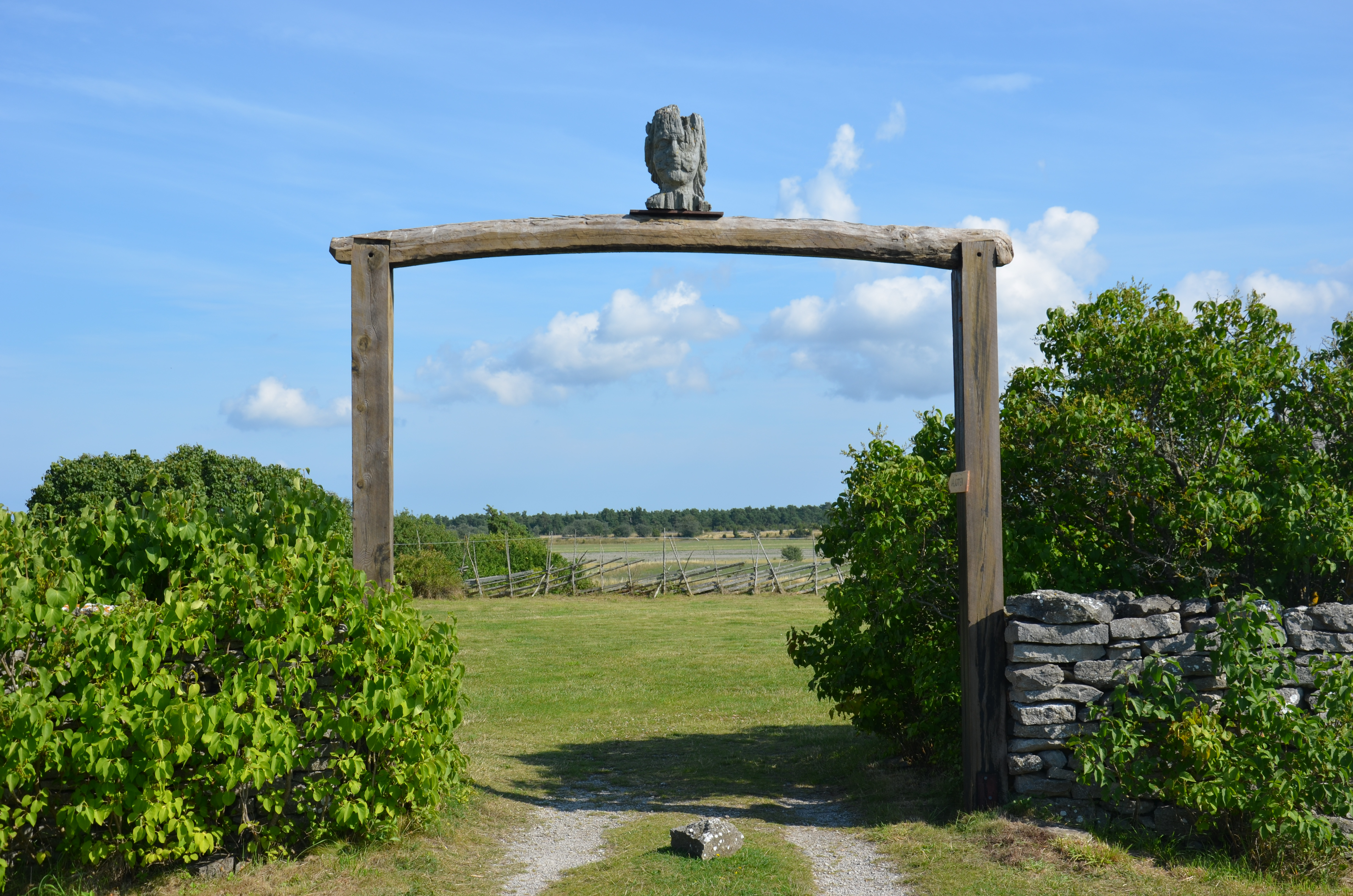
Portalen till Groddagården
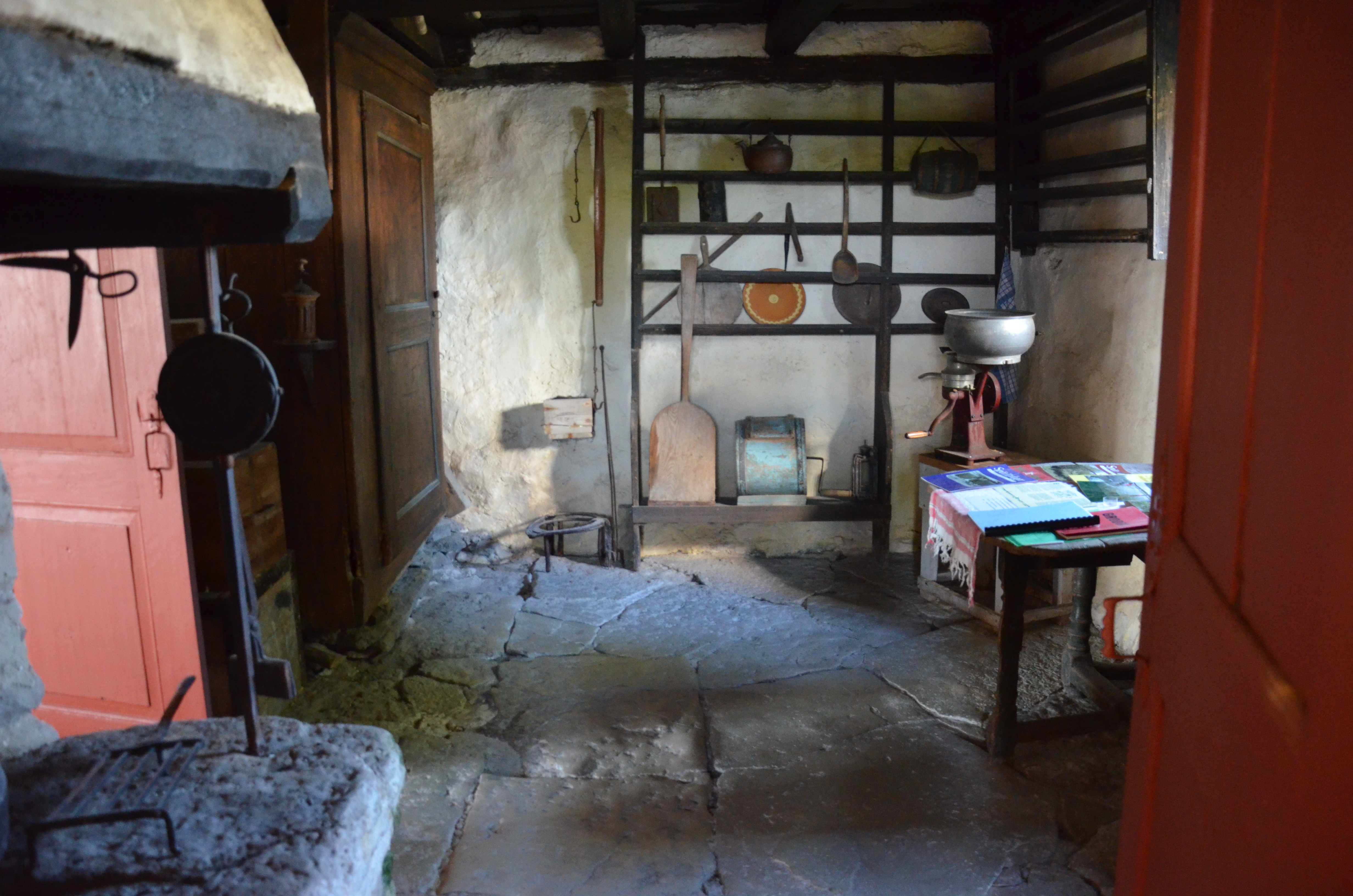
Köket
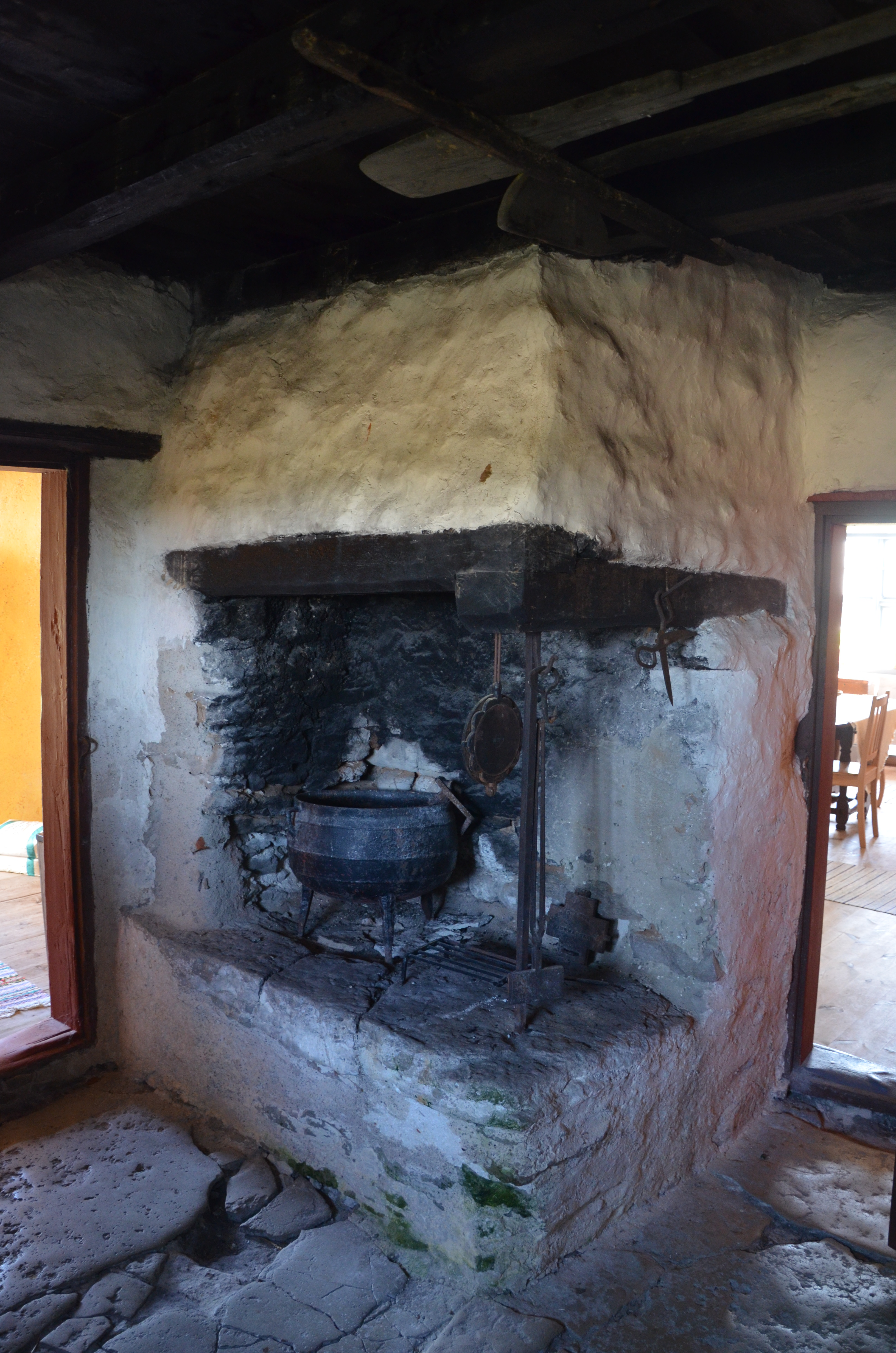
Köksspisen
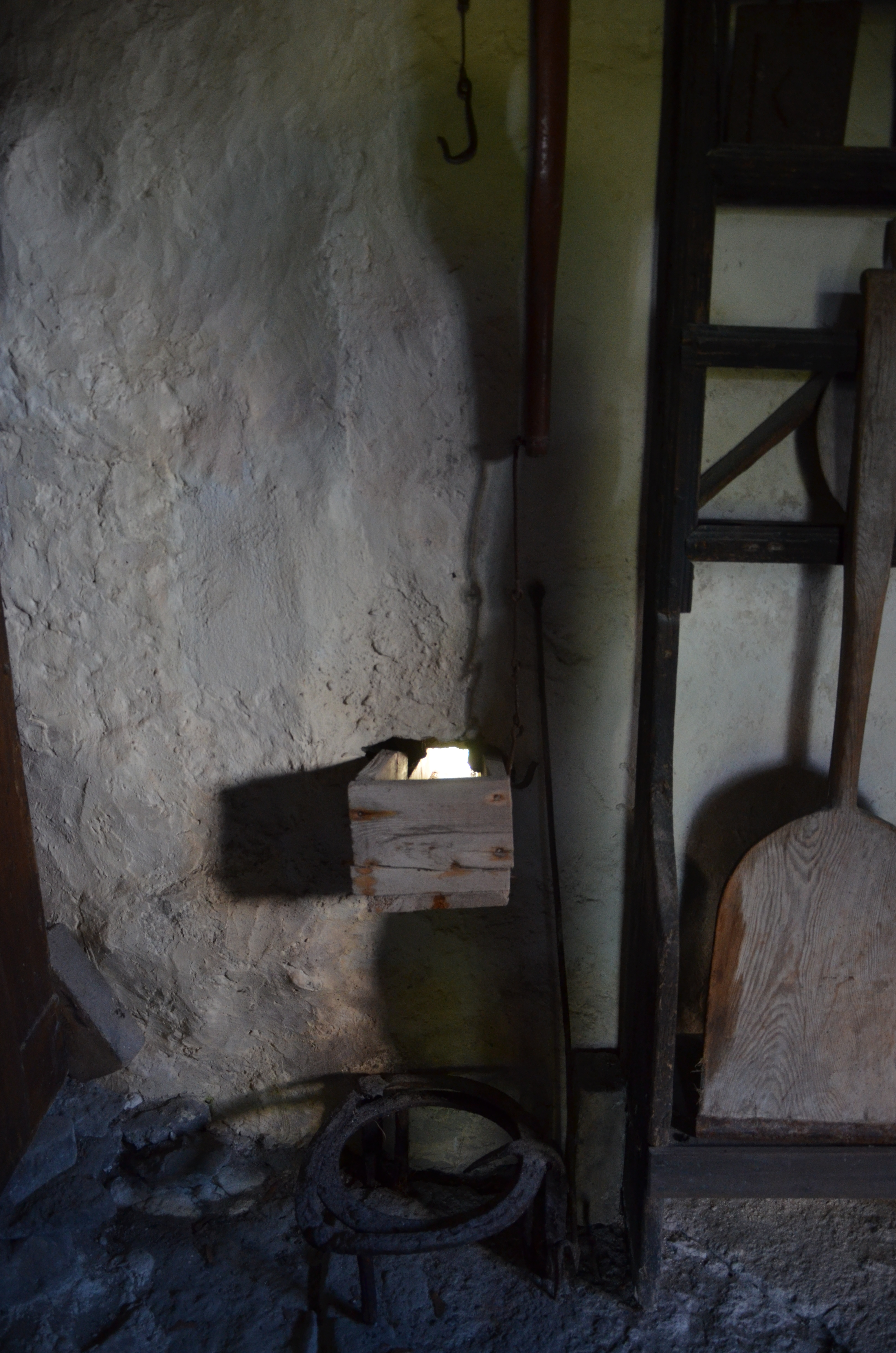
Lucka genom yttervägg i köket
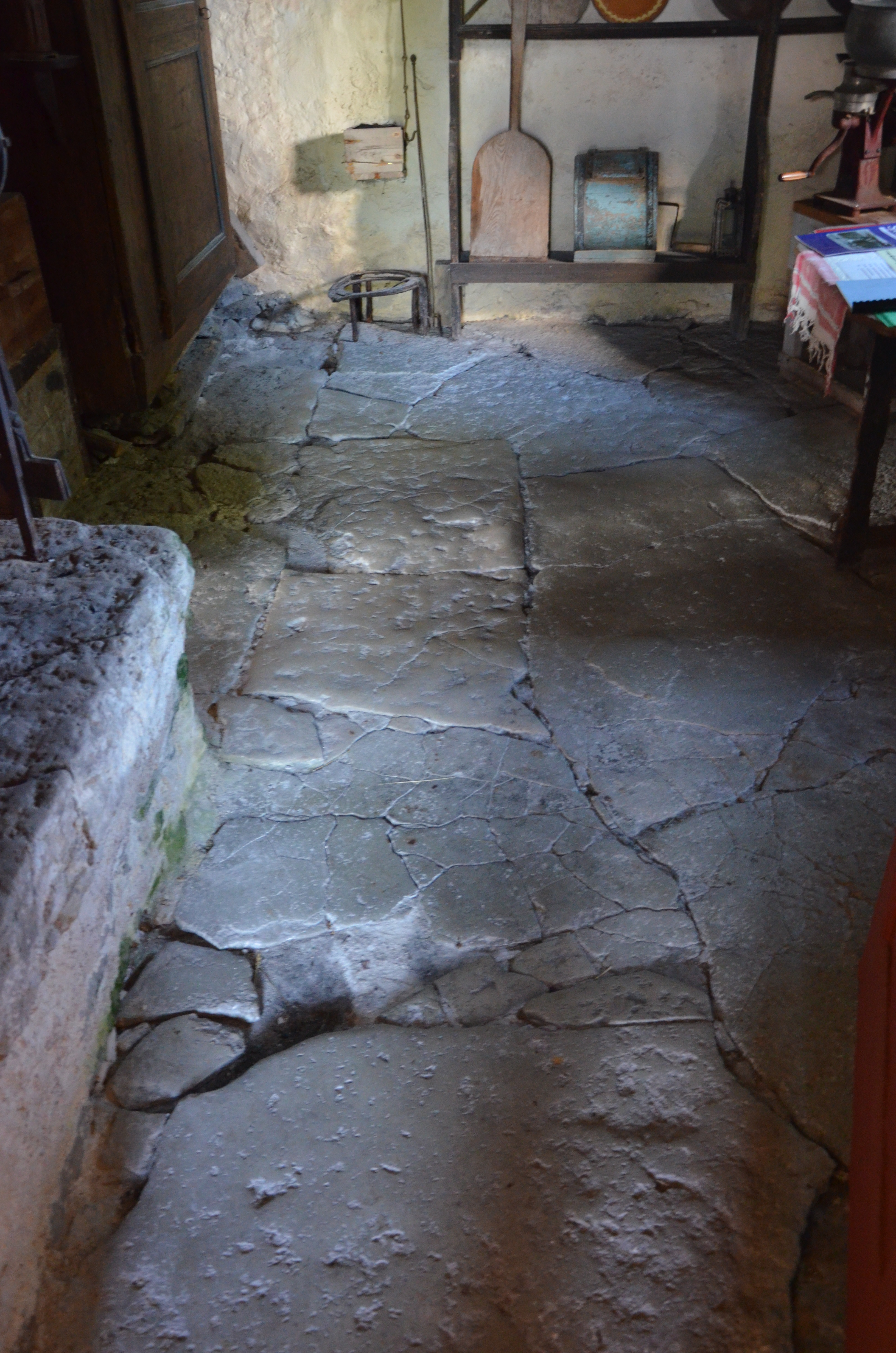
Kalkstensgolvet i köket
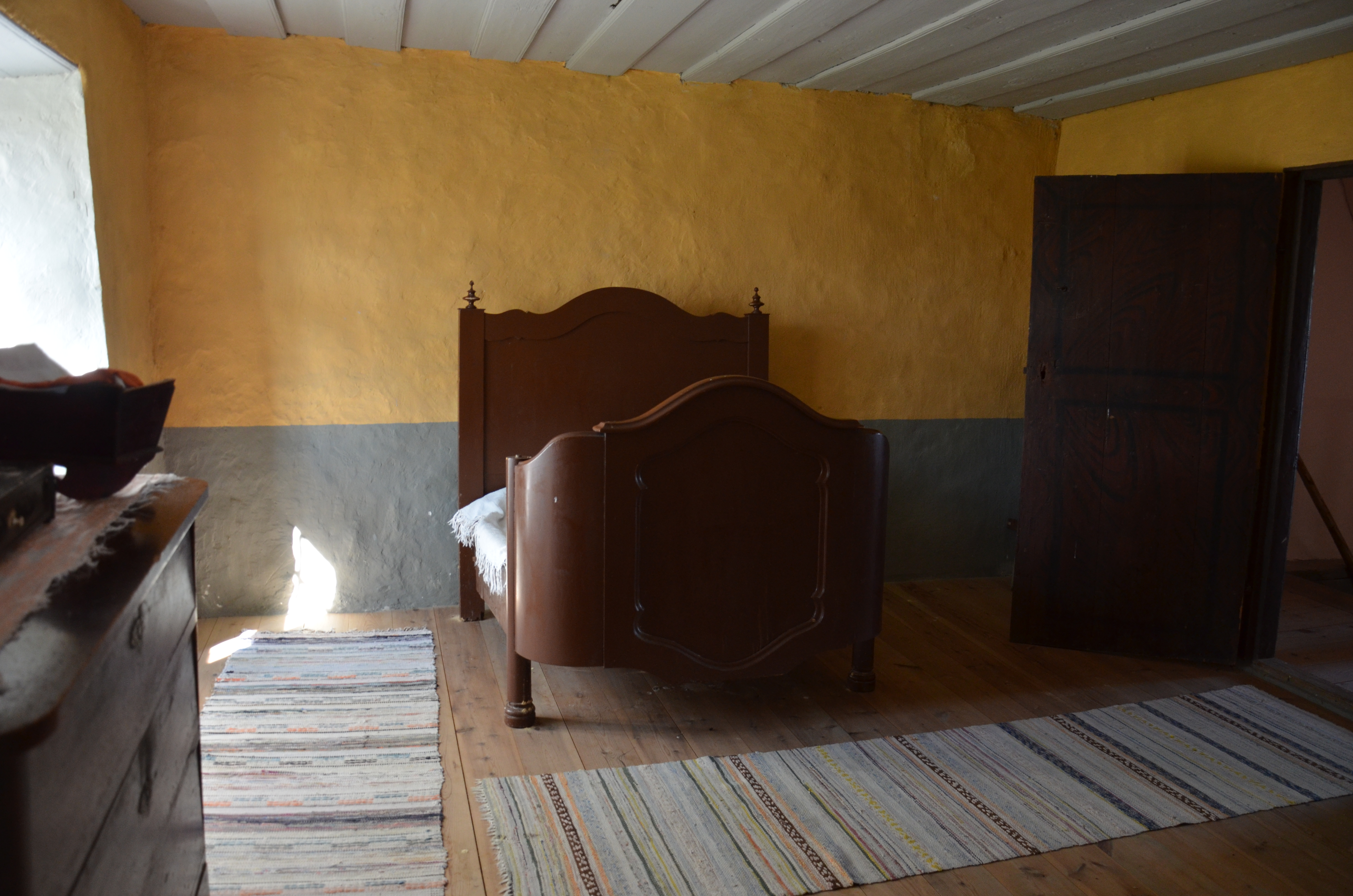
Kammaren
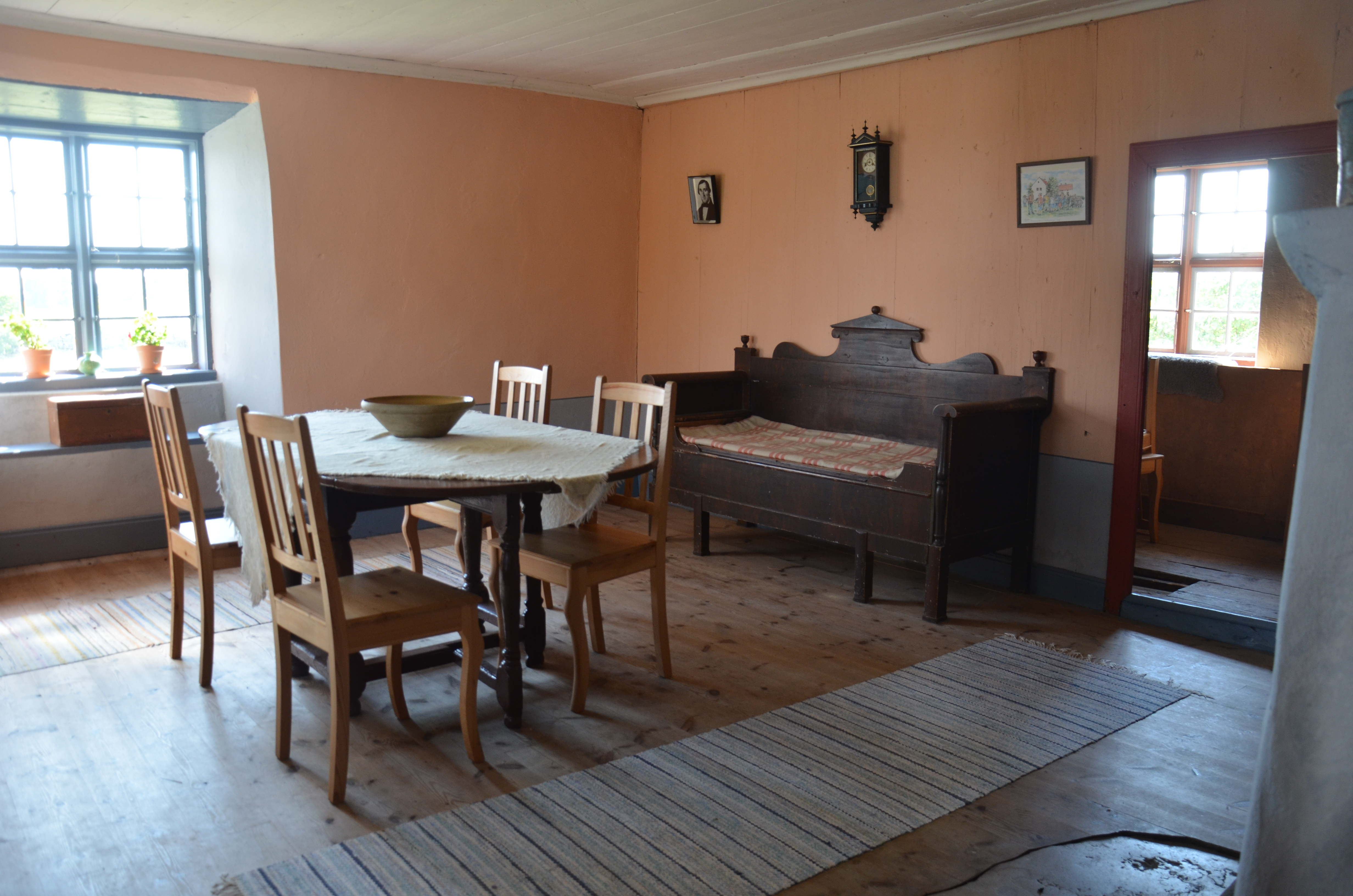
Salen i nedervåningen
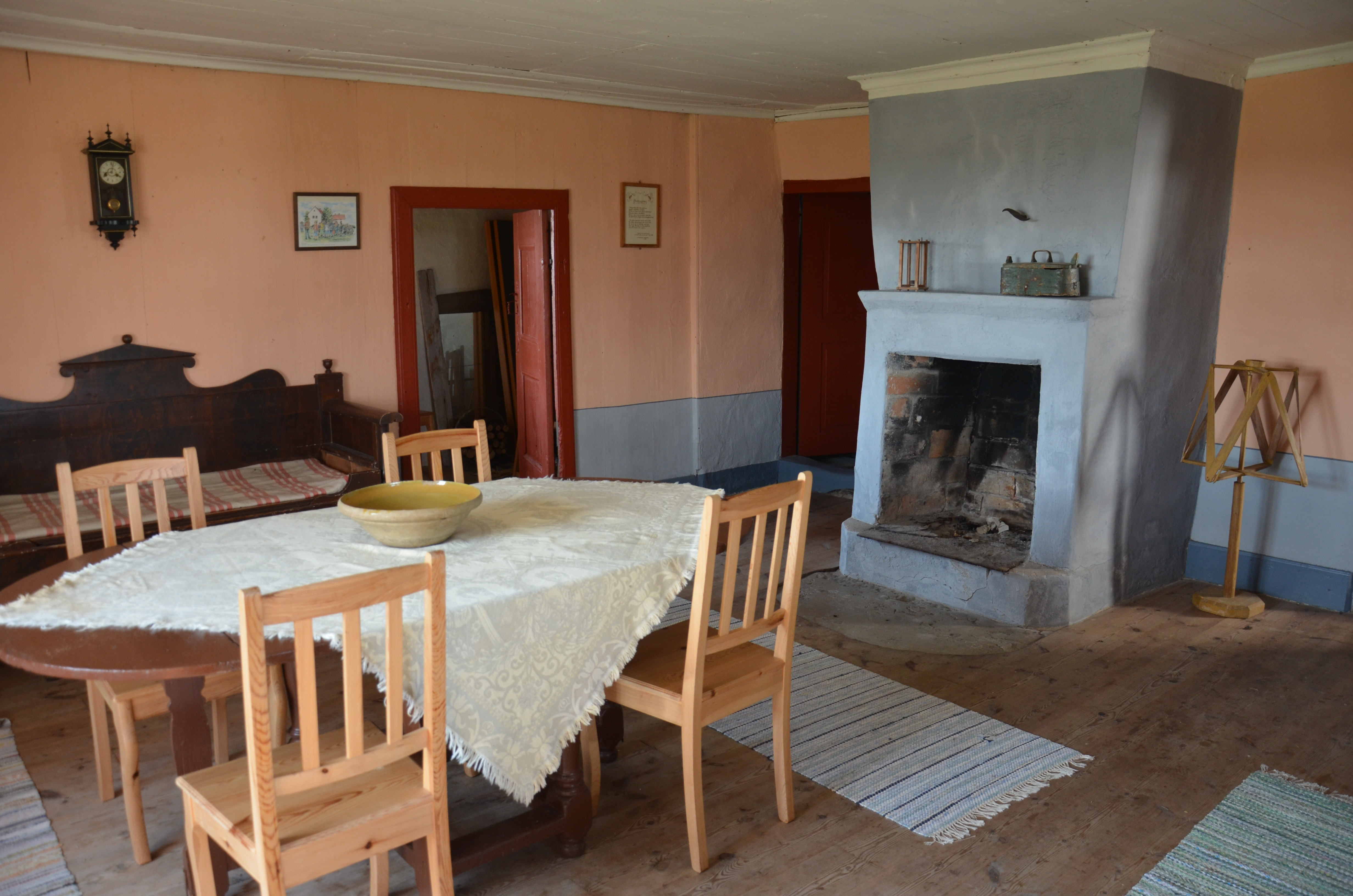
Salen i nedervåningen
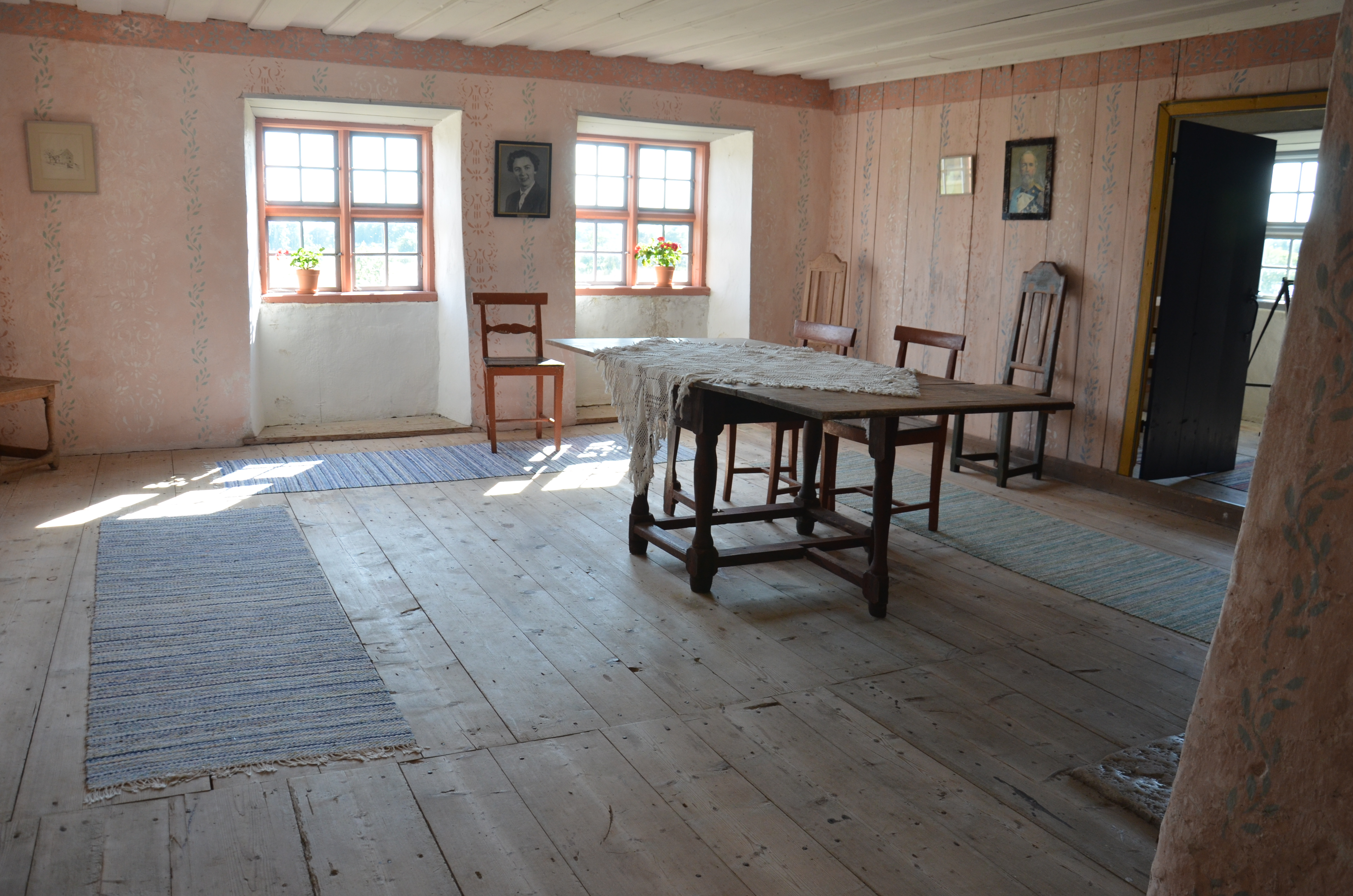
Salen i övervåningen
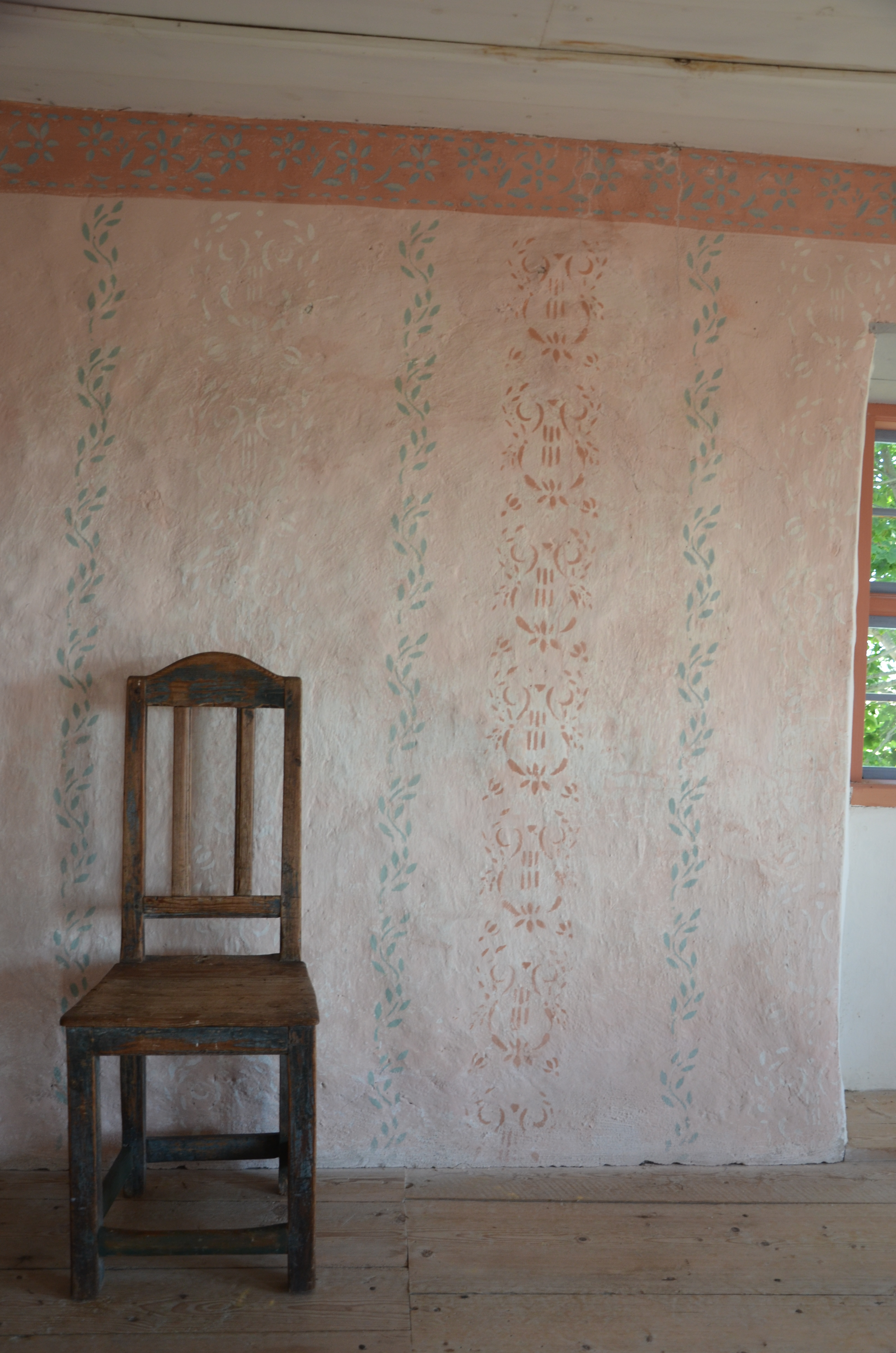
Väggdekoration i salen i övervåningen